# Center for Global Development
Das Center for Global Development (CGD) ist ein US-amerikanischer Thinktank mit Sitz in Washington, D.C. Zentrales Interesse des CGD ist die globale Entwicklung.

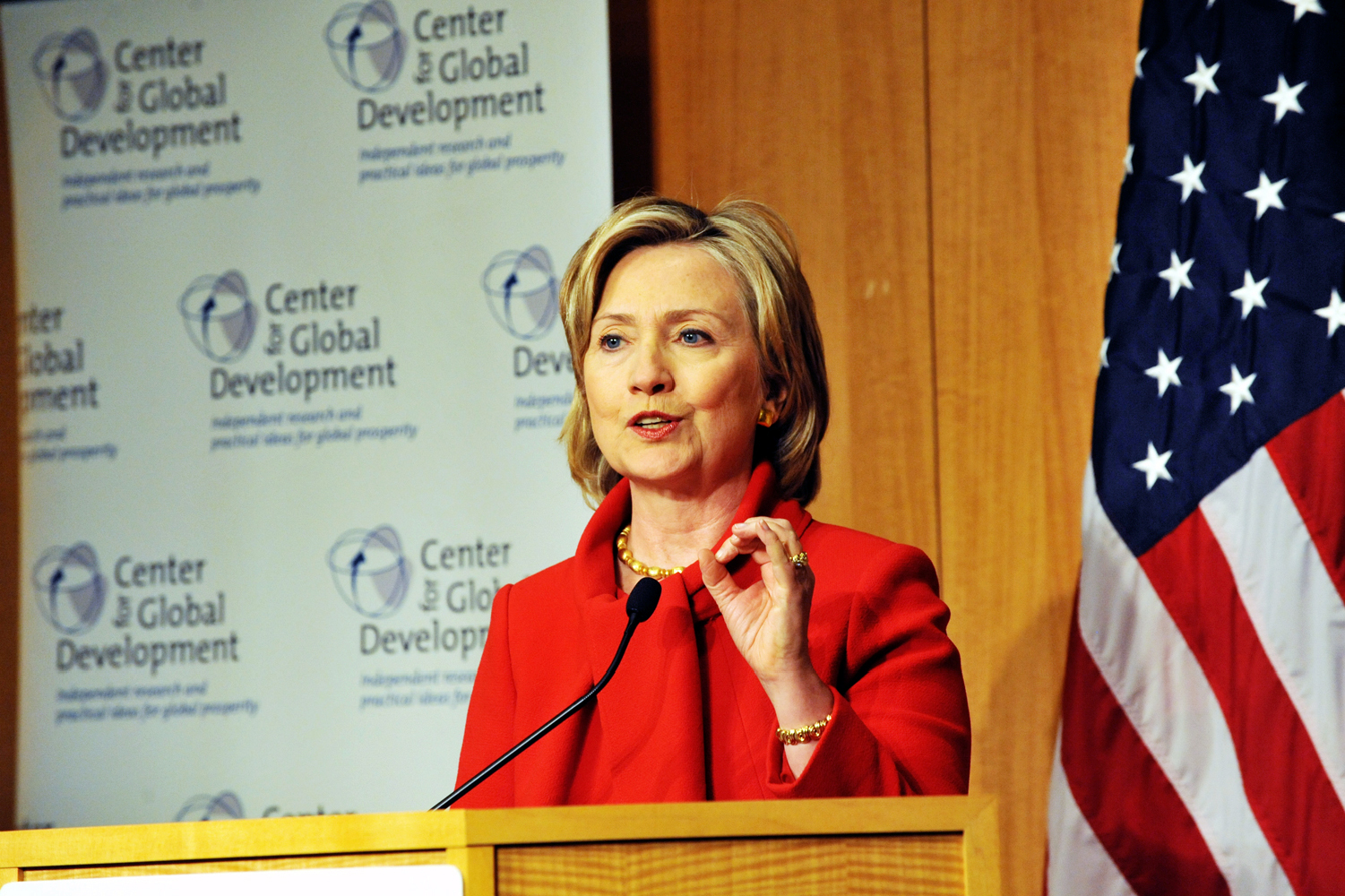
Hillary Clinton beim Center for Global Development

Gegründet wurde das Center im Jahr 2001 durch Edward W. Scott, C. Fred Bergsten, und Nancy Birdsall. Birdsall, die zuvor Vizepräsidentin der Inter-American Development Bank war, wurde erste Präsidentin des CGD. Lawrence Summers wurde im März 2014 einstimmig zum Nachfolger von Edward Scott, Jr. gewählt.
Das Magazin Foreign Policy zählt CGD zu den bedeutendsten Thinktanks in den USA. CGD sieht seine Aufgabe darin „durch gründliche Forschung und aktives Engagement mit politischen Entscheidungsträgern auf politischen Wandel in den USA und anderen reichen Ländern hinzuarbeiten, um so die globale Armut und Ungleichheit zu reduzieren.“
Das CGD ist für Entschuldungsprogramme bekannt, insbesondere in Nigeria und Liberia. Ein Vorschlag von CGD-Vizepräsident Todd Moss  führte dazu, dass der Pariser Club Nigeria 60 % seiner Schulden von 31 Milliarden US-Dollar erließ. Steve Radelet, früherer Senior Fellow am CGD, beriet die liberianische Präsidentin Ellen Johnson Sirleaf zu Schuldenerlass und Koordination von Entwicklungshilfe.
Das CGD entwickelte außerdem ein Programm namens Advance Market Commitments, das Anreize zur Entwicklung von Impfstoffen für spezielle Krankheiten schaffen soll. Der Ansatz wird von der G7 unterstützt, außerdem stellten fünf Länder und die Gates Foundation 1,5 Milliarden US-Dollar für die Entwicklung eines Impfstoffs gegen Lungenentzündung bereit.
Seit 2003 veröffentlicht das CGD gemeinsam mit der Zeitschrift Foreign Policy den Commitment to Development Index. Der jährliche Index bewertet reiche Länder danach, wie sich ihre Entwicklungs-, Handels-, Migrations-, Investment-, Umwelt-, Sicherheits- und Forschungspolitik auf die internationale Entwicklung auswirken.
Das Center for Global Development in Europa wurde im Oktober 2011 gegründet und hat das Ziel, mit Politikern, Akademikern und Wissenschaftlern in Europa in Dialog zu treten und von ihnen zu lernen.
Im November 2013 bezog das CGD einen neuen Hauptsitz, der ein Konferenzzentrum mit 170 Plätzen, einen Sitzungssaal mit 60 Plätzen und ein Multimedia-Studio aufweist.